# Véronique Ellena
Pour les articles homonymes, voir Ellena.
Véronique Ellena, née le 13 juillet 1966 à Bourg-en-Bresse, est une photographe et plasticienne française. Elle vit et travaille à Paris.

## Biographie
Après un baccalauréat arts plastiques et une première année à l’École nationale supérieure d'art de Nancy et de Dijon, Véronique Ellena intègre l’École Nationale Supérieure des arts Visuels de la Cambre à Bruxelles dans la section photographie dirigée par Gilbert Fastenaekens.
Elle complète cette formation par un post-diplôme à l’École nationale supérieure des Beaux Arts de Nantes. En 1999, elle bénéficie d’une bourse Villa Médicis hors les murs.
Lauréate de nombreux prix et résidences, elle est pensionnaire de la  Villa Médicis en 2007-2008.
En 2015, lauréate d’un concours organisé par le Ministère de la Culture, Véronique Ellena réalise le vitrail du millénaire de la Cathédrale Notre-Dame de Strasbourg avec le maître-verrier Pierre-Alain Parot.
Le 4 février 2016, elle reçoit le Trophée de Bressane d'Honneur 2015, remis par l'Académie de la Bresse à Bourg-en-Bresse et le Prix Liliane Bettencourt pour l'intelligence de la main.
Véronique Ellena est représentée par la galerie Alain Gutharc à Paris depuis 1999.

## Expositions personnelles
2018
- Véronique Ellena, rétrospective, Musée Réattu, Arles[4],[5].

2012
- Invisibles, Galerie Alain Gutharc, Paris[6].

2010
- L’argent, Chapelle de l’Hôpital Général, Clermont-Ferrand.
- Natures mortes, Fondation Bullukian, Lyon.
- Natures mortes, Centre d’Art Contemporain Juliobona, Lillebonne.

2009
- Natures mortes, Galerie Alain Gutharc, Paris.

2008
- Natures mortes et Alia, Villa Médicis, Rome.

2007
- Les peintres de la modernité Centre Georges-Pompidou Paris[7].
- Les grands moments de la vie, Centre d’Art Contemporain, Pontmain.

2006
- Les grands moments de la vie, Galerie du Château d’eau, Toulouse.
- Les grands moments de la vie, Iselp, Bruxelles.

2005
- Ceux qui ont la Foi, Galerie J. Cerami, Charleroi.

2004
- Ceux qui ont la Foi, Galerie Alain Gutharc. Paris.

2001
- Les classiques cyclistes, Espace croisé, Roubaix.
- Les classiques cyclistes, FIAC, Paris.

1999
- Les grands moments de la vie, Galerie Alain Gutharc, Paris.

1997
- Les Dimanches, Galerie Vaugelas, Aix les Bains.

## Collections
Ses photographies sont présentes dans de nombreuses collections privées et publiques : Musée National d’Art Moderne Centre Georges Pompidou, Fonds National d’Art Contemporain, Musée de la Photographie de Charleroi, Frac Ile-de-France.

## Publications
- L’argent, Florence Buttay-Jutier, préface de Serge Godard, postface de Michel Perdrix, Diaphane. 2010.  (ISBN 978-2-9530799-9-9)
- Véronique Ellena : rétrospective, dirigé par Andy Neyrotti, préface de Hervé Schiavetti, Silvana, 2018.  (ISBN 978-8836638673)

## Documentaire
- Un vitrail pour 1000 ans , film écrit et réalisé par Marion Wegrow, 52 min. Morgane production, France 3 Alsace, 2015.